# WrestleMania X-Seven
WrestleMania X-Seven est le nom de la dix-septième édition de WrestleMania, évènement annuel de catch (Lutte Professionnelle) produit et présenté par la World Wrestling Entertainment (WWE) et diffusé selon le principe du paiement à la séance (pay-per-view). Cet évènement s'est déroulé le 1er avril 2001 au Reliant Astrodome de Houston, Texas. Ce fut le premier WrestleMania à se tenir au Reliant Astrodome mais également le tout premier dans l'état du Texas.
Un record est battu dans ce stade avec pas moins de 67 925 spectateurs pour une recette directe (entrées et réservations du show) de 3,5 millions de dollars américains. WrestleMania X-Seven est considéré comme étant l'évènement qui aura conclu l'Ère Attitude pour la World Wrestling Federation et le boom du catch des années 1990,.
En France, cet évènement fit l'objet d'une diffusion sur Canal+.
WrestleMania X-Seven est aussi considéré par beaucoup de fans comme étant l'un des meilleurs WrestleMania de l'histoire, ainsi que l'un des meilleurs évènements de l'histoire de la fédération,,,.

## Contexte
Les spectacles de la World Wrestling Federation (désormais renommée WWE) en paiement à la séance sont constitués de combats aux résultats prédéterminés par les scénaristes de la WWF. Ce fait est justifié par des storylines — une rivalité entre catcheurs, la plupart du temps — ou par des qualifications survenues dans les émissions télévisées de la WWF telles que Raw is War, SmackDown! et Heat. Tous les catcheurs possèdent un gimmick, c'est-à-dire qu'ils incarnent un personnage gentil ou méchant, qui évolue au fil des rencontres. Un évènement comme WrestleMania est donc un point critique, et — dans le cas de WrestleMania— souvent le point d'apex, la conclusion — pour les différentes storylines en cours.

### The Rock contre Steve Austin
La rivalité (feud) principale de l'événement opposa Stone Cold Steve Austin, qui est prétendant numéro 1 au Championnat de la WWF, au Rock, alors champion WWF en titre. L'aube de leur rivalité montrait ses premiers signes en avril 1999, lors de l'évènement Backlash : Steve Austin et The Rock s'affrontent dans un match revanche de WrestleMania XV pour le titre WWF. Le match est remporté par Austin, qui remporte par la même le titre de champion. Leur duel à Backlash est leur dernier affrontement pour le championnat WWF en date avant cet événement.
Tout débuta lorsque Stone Cold Steve Austin remporta le droit de combattre dans le main event (match de tête d'affiche) de WrestleMania X-Seven, pour le championnat WWF, en remportant le Royal Rumble match de l'année 2001 après avoir éiminé Kane en dernier. Kurt Angle, alors champion de la WWF, conserva le titre lors du même évènement, défaisant Triple H avec brio. Un duel Austin / Angle semble alors se profiler. Cependant, les semaines suivantes, Steve Austin attaque Kurt Angle, et un match entre Austin et Angle est organisé, où Austin, en équipe avec The Rock, gagnent face à Triple H et Chris Benoit, le 19 février 2001 à Raw is War.

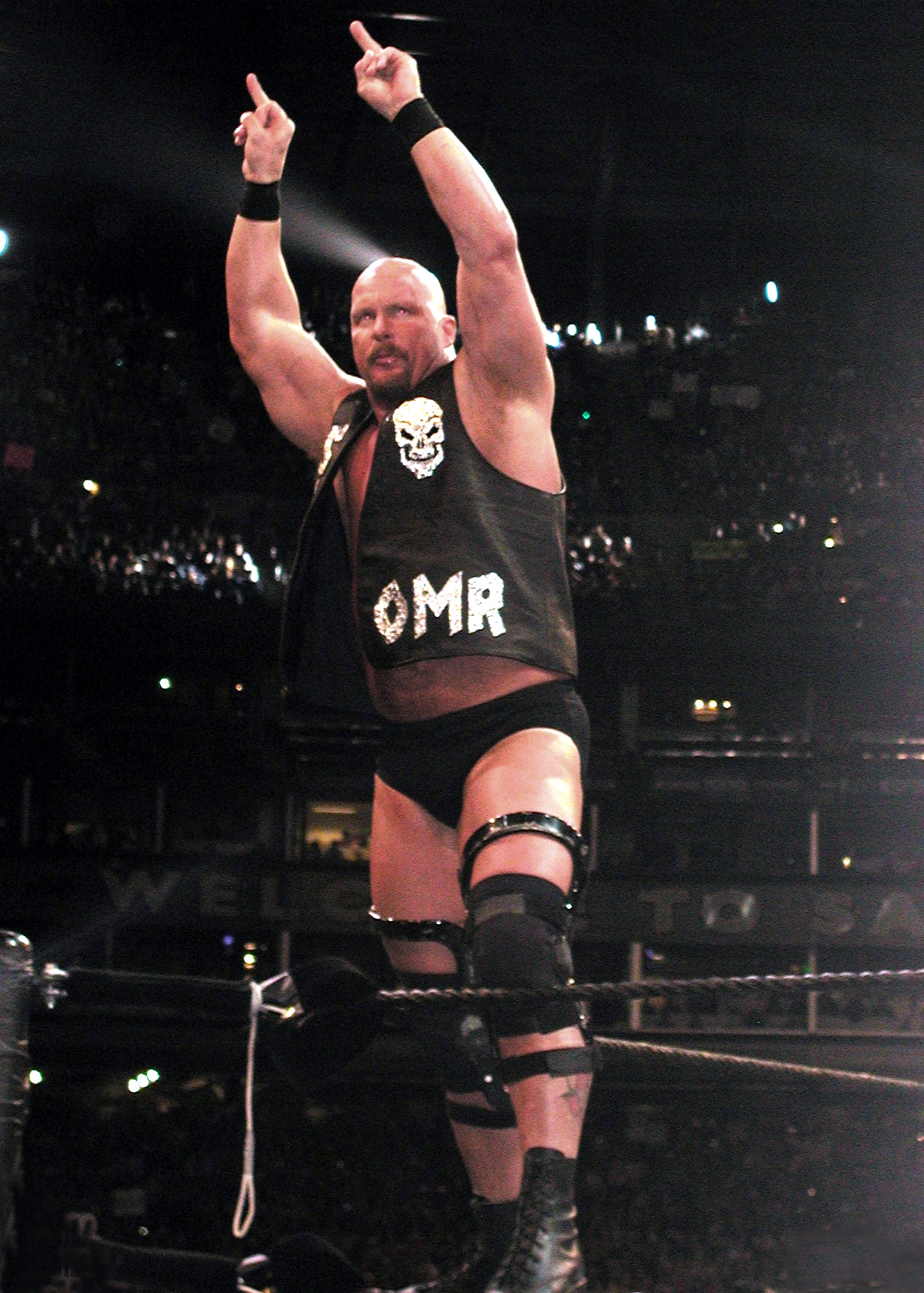
Stone Cold Steve Austin, le challenger au titre de la WWF lors de WrestleMania X-Seven.

The Rock tente quant à lui d'obtenir un match pour le titre, si bien que le 29 janvier, il obtient un match pour le titre au SmackDown! suivant, après sa victoire sur Chris Benoit, The Big Show et Chris Jericho à Raw is War. Le 1er février à SmackDown!, Kurt Angle bat The Rock et Triple H dans le match de championnat,. Austin attrape la main de l'arbitre et tape à sa place lors du décompte de trois, causant ainsi la défaite du Rock. Le Big Show rivalise alors avec le Rock quelques semaines afin d'obtenir la place de prétendant numéro un au WWF Championship, et un match pour désigner ce fameux challenger numéro 1 est organisé, le 8 février à SmackDown!. Le Rock bat le Big Show et gagne ainsi son opportunité pour le titre de champion lors de l'évènement suivant : No Way Out. Le soir venu, le Rock défait Kurt Angle, et devient sextuple champion WWF à son tour,,,.
La rivalité Johnson/Austin débute alors pleinement, l'épisode de Raw is war suivant commençant par un face à face entre Stone Cold Steve Austin et The Rock. Durant de nombreuses semaines, leur rivalité grandit petit à petit, les face à face se multipliant, ainsi que les prises portées l'un contre l'autre,,. 
Durant cette rivalité, Vince McMahon (alors président de la fédération) ordonne à Debra, la femme d'Austin, de devenir le manager du Rock, et ce contre son gré. Austin jure alors de se venger si une seule chose lui arrive, et qu'il considérera The Rock et McMahon comme responsables.
Lors de l'épisode de Raw is War du 12 mars, le Rock est opposé à Kurt Angle dans un match pour le titre. Ce dernier lui porte un Ankle Lock, et lorsque Debra vient voir l'état du Rock, Angle lui porte également son Ankle Lock. Austin arrive aussitôt, sauve sa femme, et assomme Angle hors du ring. Par ailleurs, il assène un Stone Cold Stunner au Rock en guise de représailles, et en accord avec sa promesse.
La semaine suivante, à Raw is War, le 19 mars, à la suite d'un Handicap Tag Team match qui voit Kurt Angle, Chris Benoit, et William Regal battre The Rock et Chris Jericho, Austin se fait assommer avec la ceinture de la WWF et reçoit un Rock Bottom de la part du Rock, en représailles du Stunner porté à son encontre la semaine précédente. Lors de l'édition de SmackDown! du 29 mars, Debra est libérée de son poste de manager du Rock par M. McMahon, après qu'elle ne réussisse pas à éviter une bagarre entre The Rock et Steve Austin.
Cela marque la seconde fois de l'histoire où le main event de WrestleMania oppose Steve Austin au Rock pour le WWF Championship, deux ans après WrestleMania XV.

### Triple H contreThe Undertaker
L'une des autres rivalités importantes de WrestleMania concerne Triple H et l'Undertaker. Après avoir battu Steve Austin dans un Three Stages of Hell match à No Way Out 2001,,, Triple H prend régulièrement la parole. Le 5 mars 2001, à Raw is War, il prétend que sa victoire sur Austin lors de No Way Out lui donne le droit de postuler à une place dans le main event de WrestleMania X-Seven. Trois jours plus tard, à SmackDown!, il se vante d'avoir battu toutes les superstars de la fédération, et ce en sept années de présence. Il cite d'ailleurs le Rock et Stone Cold Steve Austin, deux hommes qu'il a battu et qui se trouvent être dans le main event de WrestleMania,. Triple H recommence à prétendre qu'il mérite une place dans le match final de WrestleMania, c'est alors que l'Undertaker intervient pour le contredire, lui rappellant qu'il ne l'a jamais vaincu dans un match ; en effet, avant ce WrestleMania, ces deux superstars ne se sont jamais affrontées en un-contre-un dans un évènement . Il rajoute qu'il n'aime pas Triple H, qu'il ne le respecte pas, et qu'il n'a pas peur de lui ; Triple H tente alors de l'attaquer, mais l'Undertaker le contre et l’assomme. Cet événement marque alors le début de leur rivalité.

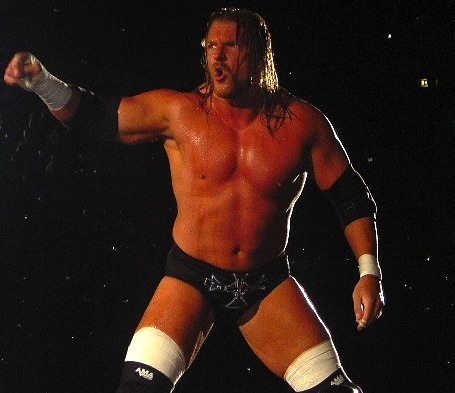
Triple H tentera de briser la série de victoires de l'Undertaker à WrestleMania, série qui s'élève alors à 9 victoires pour aucune défaite.

Il faut rappeler que l'Undertaker n'a pas confronté Triple H avant No Way Out, et avant cet évènement, il forme régulièrement avec Kane l'équipe des Brothers of Destruction, rivalisant avec Rikishi et Haku. Avec Kane, il affronte souvent Edge et Christian, ainsi que les Dudley Boyz, afin d'obtenir les ceintures de champions du monde par équipe. Le 5 mars, à Raw is War, l'Undertaker et Kane battent Rikishi et Haku, ce qui marque la fin de leur brève rivalité, laissant le champ libre à l'Undertaker pour démarrer sa rivalité avec Triple H trois jours plus tard.
Le 12 mars, à Raw is War, leur rivalité à peine débutée, Triple H attaque l'Undertaker avant qu'il ne puisse se diriger vers le ring pour son match pour le WWF Hardcore Championship face au Big Show,. Il le fait basculer de sa moto, cette dernière tombe sur la jambe de l'Undertaker, le piégeant dans cette position. Triple H tente alors de le frapper avec une chaise, mais Kane intervient et maîtrise Triple H ; Kane est toutefois attaqué à son tour par le Big Show. Lors de SmackDown!, le 15 mars, L'Undertaker entend se venger de Triple H, il attend ce dernier dans le parking avec un tuyau de plomberie. Lorsque la limousine arrive dans le parking, avec à son bord Triple H et Stephanie McMahon-Helmsley, l'Undertaker explose une fenêtre avec son arme et tente d'attaquer Triple H. Une voiture de police arrive alors et des agents de police arrêtent l'Undertaker, il est emmené à bord du véhicule de police sous les yeux de son ennemi et sa compagne.
Quatre jours plus tard à Raw is War, l'Undertaker apprend par le commissionnaire de la WWF, William Regal, qu'il doit son arrestation à un ordre de Stephanie McMahon-Helmsley. Le commissionnaire organise un match opposant Triple H à Raven, l'Undertaker intervient dans le match; Kane assomme quant à lui le Big Show et se voit confier une mission par l'Undertaker, il poursuit alors Stephanie McMahon-Helmsley. L'Undertaker tente d'attaquer Triple H, mais ce dernier s'enfuit; William Regal apparaît par la suite et annonce qu'il rend officiel le match Triple H contre l'Undertaker pour WrestleMania X-Seven.
Leur dernière confrontation avant WrestleMania se déroule à SmackDown!, le 22 mars 2001, des policiers, amis de Triple H, arrêtent de nouveau l'Undertaker, ils le menottent. Triple H va le voir par la suite, il lui explique qu'il gagnera à WrestleMania, il frappe ensuite l'Undertaker au crâne à l'aide de sa masse. Il laisse alors l'Undertaker sur place, pratiquement inconscient et le visage ensanglanté.

### Edge& Christian contre lesHardy Boyzcontre lesDudley Boyz
La rivalité opposant Edge & Christian (Edge et Christian) aux Hardy Boyz (Jeff Hardy et Matt Hardy), et aux Dudley Boyz (Bubba Ray Dudley et D-Von Dudley) commence bien avant WrestleMania X-Seven. En effet, les trois équipes se sont rencontrées des années auparavant, la rivalité opposant les Hardy Boyz à Edge & Christian débute en 1999 pour durer plus de 2 ans. Et au cours de l'année 2000, les Dudley Boyz entrent alors dans la rivalité, ces 3 équipes vont s'affronter à de nombreuses reprises et 2 matches parmi ceux-ci marqueront leur rivalité. Le premier se trouve être le Triangle Ladder match de WrestleMania 2000,, le second est le tout premier Tables, Ladders & Chairs match de l'histoire, à SummerSlam 2000.
Leur route vers WrestleMania X-Seven est le prolongement de leur rivalité. Lors du Royal Rumble 2001, les Dudley Boyz battent les WWF World Tag Team Champions du moment, Edge & Christian, pour leur ravir les titres, des suites d'un tombé victorieux de D-Von sur Edge, après un 3D (prise également appelée Dudley Death Drop : une combinaison entre un Flapjack porté par D-Von et un Cutter porté par Bubba Ray).
Le 29 janvier 2001, à Raw Is War, un match est organisé entre les Dudley Boyz et Edge & Christian. Juste avant leur match, les canadiens se présentent en vêtements de rue, ils ne portent pas leur tenue de catch. Edge prétexte alors un empoisonnement alimentaire, Christian se vante quant à lui qu'ils peuvent remporter les titres par équipes lorsqu'ils le veulent,. En effet, leur contrat, comme toutes les autres superstars, leur indique une possibilité de match retour à la date de leur choix à la suite de leur perte du titre au Royal Rumble. Les canadiens introduisent alors les deux nouveaux challengers au titre, Sho Funaki et Taka Michinoku, qui forment l'équipe nommée Kaientai !. Edge & Christian prennent alors place aux côtés de Jim Ross et Jerry Lawler pour commenter le match. À la fin du match, Edge porte un spear à D-Von, et Funaki tente le tombé, en vain. Les Dudley Boyz remportent le match face à Kaientai ! à la suite d'un Dudley Death Drop porté sur Funaki.

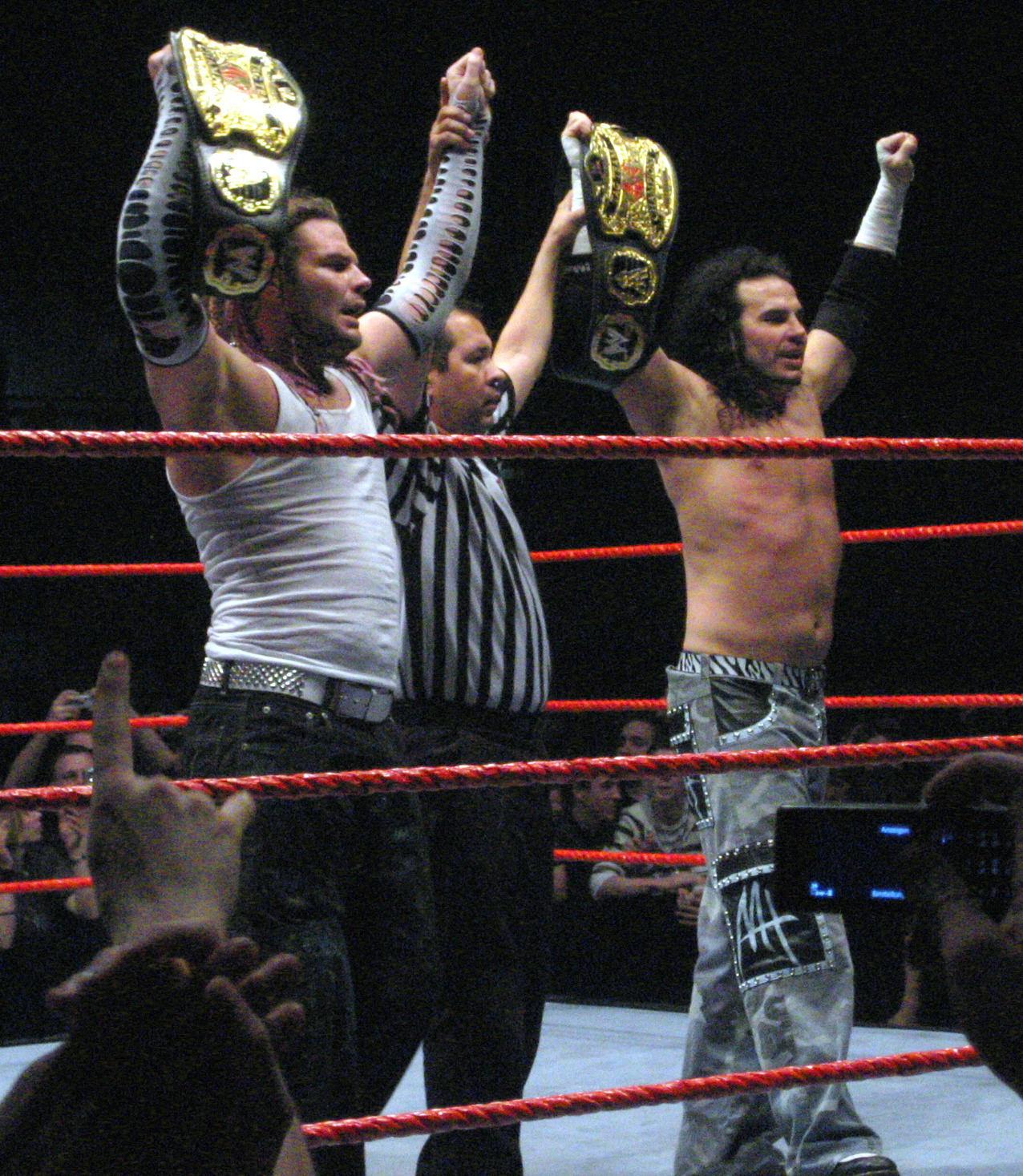
Les Hardy Boyz (Jeff et Matt Hardy) ont tenté de remporter les ceintures par équipe à WrestleMania X-Seven.

Lors du SmackDown! du 1er février, surnommée exceptionnellement SmackDown! Xtreme, le titre par équipe des Dudley Boyz est remis en jeu dans un Tables match face aux Hardy Boyz. Le match est d'une grande intensité, et il atteint son apogée lorsque les Hardy Boyz ramènent une échelle dans le match. Le match se termine sur une victoire des Dudley à la suite d'un Full Nelson slam de Bubba Ray porté sur Jeff Hardy, et ce à travers deux tables superposées. Lors de l'épisode de Raw Is War quatre jours plus tard, les champions par équipe, les Dudley battent les Brothers of Destruction, l'Undertaker et Kane, par disqualification. Edge et Christian interviennent durant le match, rapportent des chaises sur le ring et tentent de frapper l’Undertaker avec leur Con-chair-to lorsque l'arbitre est distrait. Il fait fuir Edge et Christian, qui laissent alors les chaises sur le ring; l'Undertaker tente alors un tombé sur Bubba Ray, mais l'arbitre aperçoit les chaises et fait sonner la disqualification des Brothers of Destruction,.
Le 8 février, à SmackDown!, Edge & Christian battent les Dudley Boyz par disqualification, dans un match de championnat pour les ceintures par équipe, quand l'Undertaker et Kane interviennent durant le match en défaveur des challengers au titre. Edge & Christian vont se plaindre auprès de Vince McMahon, ce dernier leur accorde deux faveurs : premièrement, ils seront les hôtes de l'épisode de Heat du 18 février ; deuxièmement, ils affronteront Kane et l'Undertaker à Raw is War, et en cas de victoire, ils seront challengers pour le WWF World Tag Team Championship. Le 12 février, à Raw Is War, le match pour désigner les challengers se finit sans décisions, chacune des deux équipes finissant par se battre avec les Dudley Boyz, alors présents en tant que commentateurs spéciaux du match. Vince McMahon décide plus tard dans la soirée de faire s'opposer les trois équipes au pay-per-view,.

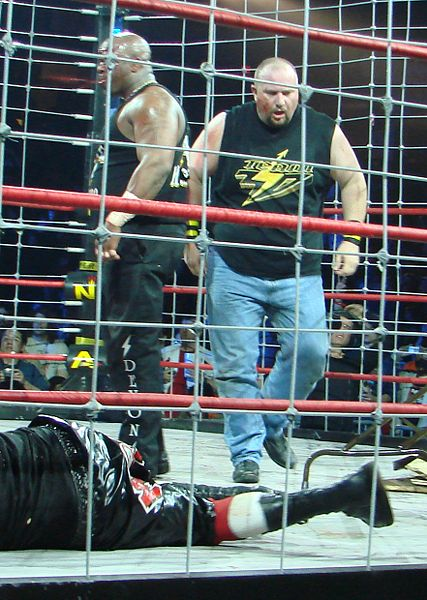
Les Dudley Boyz (Bubba Ray et D-Von Dudley) ont tenté de garder leurs titres lors du TLC match de WrestleMania X-Seven.

Lors de l'épisode de SmackDown! du 15 février, Kane bat Edge en match simple. À la fin du match, les Dudley Boyz attaquent Kane, tandis que Christian pousse l'Undertaker vers Kane, ce dernier passe à travers la table. Quelques instants plus tard, les Brothers of Destruction portent leur Chokeslam à Edge et Christian. À Raw is War du 19 février, lUndertaker bat Christian et D-Von Dudley dans un Triple Threat Match. Au SmackDown! suivant, le main event du show voit le champion WWF, Kurt Angle, en équipe avec Edge & Christian, battre lUndertaker, le Rock et Kane.
À No Way Out 2001, les champions par équipe, les Dudley Boyz, gardent leur titre en se défaisant d'Edge et Christian, et de l'Undertaker et Kane, dans un Tables match,,.
C'est le 5 mars 2001, lors de l'épisode de Raw Is War, que la rivalité entre les 3 équipes débute pleinement, puisque les Hardy Boyz vont entrer pleinement dans la rivalité à leur tour, les Brothers of Destruction s'effaçant au profit de ces derniers. En effet, lors de ce show, Matt et Jeff Hardy battent les Dudley Boyz, alors WWF World Tag Team Champions. Le match étant pour le titre, on couronne alors les Hardy Boyz en tant que champions par équipe. Cependant, pendant le match, Christian intervient en faveur des Hardy Boyz en frappant D-Von dans le dos avec une chaise, permettant à Matt Hardy de faire le tombé victorieux,. Le 8 mars à SmackDown!, un match retour a lieu,  pour le même résultat,.
Le 12 mars, D-Von Dudley bat Christian, la stipulation spéciale de ce match fait des Dudley Boyz les challengers numéro un au titre par équipe,. Le 19 mars, à Raw is War, la rivalité atteint des sommets lorsque dans la même soirée, le titre change de main par deux fois. Au début du show, Edge & Christian remplacent les Dudley Boyz dans le match pour le titre par équipe de la WWF face aux champions, les Hardy Boyz. Edge & Christian l'emportent face aux frères Hardy après une intervention de Rhyno, qui faisait là ses débuts,,. Les canadiens remportent là leur sixième titre par équipe. Plus tard dans la soirée, les Dudley Boyz font une entrée remarquée, puisqu'ils remportent le titre face aux tout nouveaux champions couronnés plus tôt dans la soirée, et moins d'un mois après l'avoir perdu à No Way Out,.
Leur dernière confrontation se déroule le 29 mars 2001, à SmackDown!. Rhyno, accompagné d'Edge & Christian, bat Matt Hardy, accompagné quant à lui par son frère Jeff, à la suite d'une intervention de Christian,. Après le match, Edge et Christian prennent une échelle, mais sont attaqués à leur tour par les Hardy Boyz, qui les frappent avec des chaises. Rhyno subit un Twist of Fate et une Swanton Bomb de la part des Hardy. Les Dudley Boyz interviennent à leur tour, maîtrisent les Hardy et font passer Rhyno à travers une table,.
Cette rivalité pour le WWF World Tag Team Championship mènera à un Tables, Ladders & Chairs match opposant les Dudley Boyz, alors champions par équipe de la WWF en titre, aux Hardy Boyz et à Edge & Christian pour WrestleMania X-Seven.

### Vince McMahon contre Shane McMahon
La rivalité entre Vince McMahon, le président de la WWF, et Shane McMahon, son fils, est l'une des principales rivalités de WrestleMania X-Seven.
Vince McMahon incarne en effet un personnage heel, qui a pour gimmick celle d'un patron tyrannique. Tout débute le lendemain de No Way Out 2001 à Raw is War : Un match est organisé, comme prévu lors de l'évènement de la nuit précédente opposant Vince McMahon associé à Trish Stratus, face à William Regal, quant à lui associé à Stephanie McMahon, la propre fille de Vince. Ce match se termine sans décision, puisque Vince prend un micro lors du match, et oblige l'arbitre à faire sonner la cloche. Après le match, Regal et Stephanie maltraitent tour à tour Trish Stratus. Elle repart en criant et en pleurant, sous les rires de Vince McMahon et William Regal.

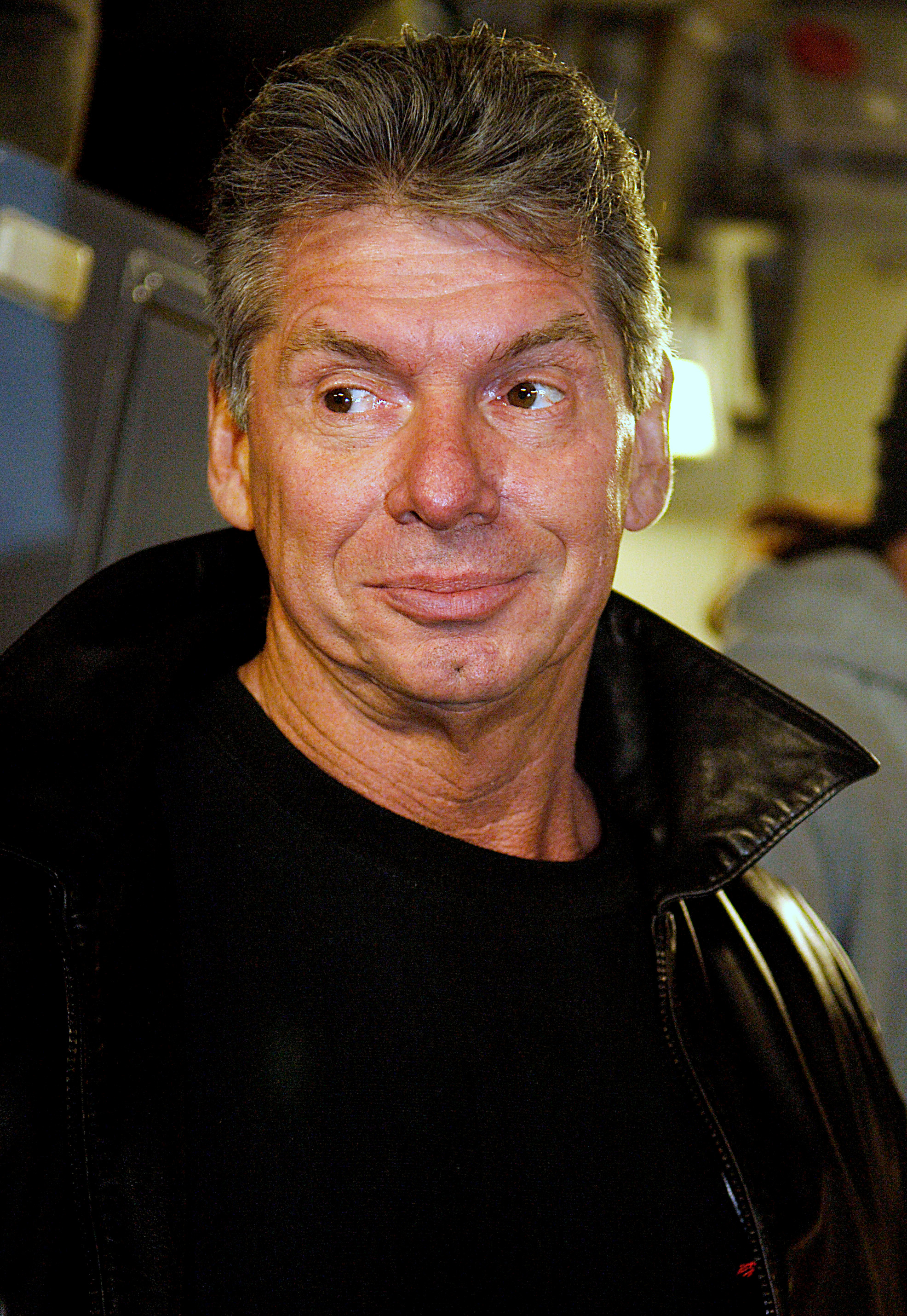
Vincent Kennedy McMahon affronta son propre fils dans un Street Fight match.

Vince McMahon est alors accompagné de Trish Stratus dans tous ses déplacements et dans toutes ses apparitions pendant quelques semaines, lui obligeant à faire des choses humiliantes, comme imiter un chien, s'allonger sur le ring, ou encore se déshabiller,. C'est le 8 mars 2001, à SmackDown!, que tout s'enclenche, en effet, Vince McMahon se présente sous l'écran géant, accompagné de Trish Stratus, qui elle-même est accompagnée de Linda McMahon, alors dans un fauteuil roulant,. Il s'exprime sur l'état de santé de sa femme, il explique qu'elle est dans un état catatonique mais qu'elle peut entendre et voir tout ce qu'il dit et fait. Il explique aussi que Trish Stratus a gagné son respect et sa loyauté au fur et à mesure des semaines, chose que Linda n'a jamais gagnée selon lui. Il embrasse alors Trish Stratus sous les yeux de sa femme, toujours aussi inexpressive,.
La rivalité débute pleinement le lundi qui suit ; à Raw is War, Vince McMahon se rend sur le ring avec Trish Stratus lors du show. Il s'exprime au sujet de ce qui s'est passé au SmackDown! précédent, appelant cet événement « Hollywood Sex Scene » de Raw,. Il ordonne à Trish de s'allonger sur le ring, ce qu'elle fait, il la rejoint, quand tout à coup, sa musique débute dans la salle. Il ordonne à ce qu'on l'arrête, mais rien n'y fait, elle ne s'arrête pas. C'est Shane McMahon qui apparaît, il approche du ring, son père lui tend alors la main une fois qu'il est dans le ring, mais Shane refuse de lui serrer, son père demande alors un câlin, une nouvelle fois refusé par Shane,. Le fils du président de la WWF explique qu'il est venu pour se venger de la semaine précédente, ce qui s'est passé devant sa mère entre Trish et Vince. Shane attaque le président de la WWF avec des coups de poing, William Regal apparaît et intervient pour séparer Shane et Vince. Le président de la WWF et Trish s'enfuient tous les deux, poursuivis de près par Shane McMahon,.
À Smackdown!, le 15 mars, Shane est interviewé, il prétend qu'une partie de lui regrette son geste envers son propre père, mais que le fait de voir son père, l'homme qui l'a mis au monde, faire ces choses, l'a mis hors de lui et l'a poussé à agir ainsi. Il dit également être embarrassé de porter le nom de McMahon, et que la relation avec son père est terminée.

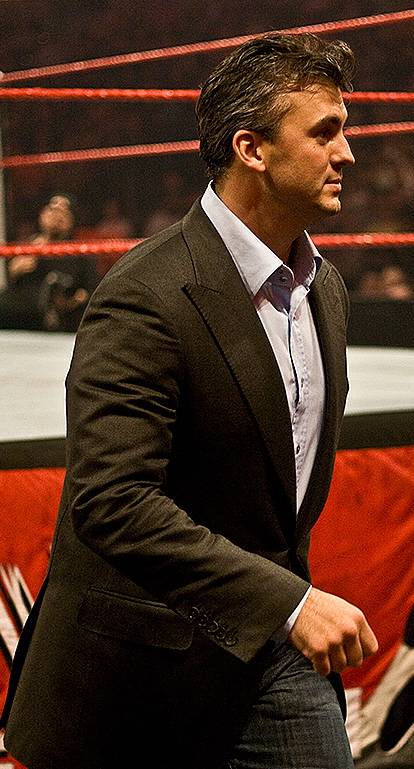
Shane McMahon tenta de se venger de son père lors de WrestleMania X-Seven.

Le 19 mars 2001, à Raw is War, Shane McMahon fait son apparition pour prendre la parole, il tient alors un contrat à la main, censé officialiser un match entre Shane et son père à WrestleMania. Il explique que ni Stone Cold Steve Austin, ni Mick Foley, ni The Rock, ni même Ted Turner n'ont pu arrêter Vince McMahon. Stephanie l'interrompt par la suite, expliquant quant à elle que la famille McMahon avait déjà assez de problèmes ainsi,. Quelques minutes plus tard, Vince McMahon, accompagné de Trish Stratus, apparaît, il ordonne alors à Trish de prendre le contrat et de lui ramener. Une fois le contrat en main, il prétend qu'il n'a jamais reculé devant un défi. Il signe le contrat et c'est alors que Triple H intervient et attaque Shane,. Vince en profite pour porter un Pedigree à son fils, il parle alors à ce dernier en lui disant qu'il ne pardonnera jamais à Linda, sa mère, de lui avoir donné naissance, et qu'il amènera Linda dans son fauteuil roulant à côté du ring pendant WrestleMania X-Seven, afin qu'elle puisse voir son mari battre son fils Shane. Leur match à WrestleMania est donc officialisé lors de cette soirée, il s'agira donc d'un Street Fight Match,.
Le 26 mars 2001 est un jour spécial pour les McMahon, c'est ce jour-là qu'est diffusé le dernier épisode de Monday Nitro, le show phare de la World Championship Wrestling à l'époque, et principal concurrent sérieux de Monday Night Raw,. En effet, la WCW a été rachetée par la World Wrestling Federation quelque temps auparavant,. Ce soir là, Vince McMahon apparaît pour préparer avant tout cette soirée d'exception, mais il est interrompu par la musique de Shane McMahon, Vince se prépare alors à le voir arriver. Sauf que cette fois-ci, il n'est pas présent physiquement, il apparaît sur l'écran géant, en direct de Panama City, à WCW Monday Nitro,. Il dit que l'égo de Vince a pris une nouvelle fois le dessus, il annonce que le contrat de rachat de la WCW est finalisé, car un McMahon a signé. Sauf qu'il ne s'agit pas de Vince McMahon, mais bien de Shane McMahon. Plus tard dans la soirée, Mick Foley apparaît pour parler du match entre les McMahon, il prétend que le match ne sera pas juste sans sa présence. Il dit qu'il sera impliqué dans le match de WrestleMania X-Seven,. Vince l'interrompt et le contredit, ce dernier reçoit pour réponse une explication vidéo. En réalité, le 5 décembre 2000, juste avant d'avoir été renvoyé par Vince lui-même, il a signé des papiers lors d'un rendez-vous avec Linda McMahon. Il révèle que le plus important des documents stipule qu'il peut arbitrer n'importe quel match de WrestleMania de son choix, c'est là qu'il choisit le match de Vince,.
Cette rivalité entre Vince McMahon, le président de la WWF, et Shane McMahon, son fils et nouveau propriétaire de la WCW, mènera à un Street Fight Match, arbitré par Mick Foley, lors de WrestleMania X-Seven. Cela marque le début de la storyline de l'Invasion à la World Wrestling Federation.

## Tableau des résultats
| #                                                                | Résultats | Stipulations                                                                | Commentaires | Durée |
| ---------------------------------------------------------------- | --- | --------------------------------------------------------------------------- | --- | ----- |
| Heat                                                             | X-Factor (Justin Credible et X-Pac) bat Steve Blackman et Grand Master Sexay.                                                                    | Match par équipe.                                                           | - X-Pac effectue le tombé sur Blackman pour remporter le match. | 02:46 |
| 1                                                                | Chris Jericho (c) bat William Regal. | Match simple pour le championnat intercontinental de la WWF.                | - Jericho effectue le tombé sur Regal après un Lionsault. - Chris Jericho conserve le championnat intercontinental de la WWF après sa victoire face à William Regal. | 07:08 |
| 2                                                                | Tazz et The APA (Bradshaw et Faarooq) (avec Jacqueline) bat Right to Censor (The Goodfather, Val Venis et Bull Buchanan) (avec Steven Richards). | Match par équipe de 3..                                                     | - Bradshaw effectue le tombé sur Goodfather après un Clothesline From Hell. | 03:52 |
| 3                                                                | Kane bat Raven (c) et The Big Show. | Match Hardcore à 3 pour le Championnat Hardcore de la WWF.                  | - Kane effectue le tombé sur Big Show après un Leg drop sur le décor. | 09:17 |
| 4                                                                | Eddie Guerrero (avec Perry Saturn) bat Test (c).                                                                                                 | Match simple pour le Championnat Européen de la WWF.                        | - Guerrero effectue le tombé sur Test après l'avoir frappé avec la ceinture. | 08:30 |
| 5                                                                | Kurt Angle bat Chris Benoit. | Match simple.                                                               | - Angle effectue le tombé sur Benoit avec un roll-up. | 14:04 |
| 6                                                                | Chyna bat Ivory (c). | Match simple pour le Championnat Féminin de la WWF.                         | - Chyna effectue le tombé sur Ivory après un Gorilla Press Drop. | 02:39 |
| 7                                                                | Shane McMahon bat Vince McMahon (avec Mick Foley en tant qu'arbitre spécial).                                                                    | Special Referee Street Fight match.                                         | - Pendant le match, Shane place son père sur la table des commentateurs américains et tente son Leap of Faith du haut d'un coin du ring, Vince esquive et Shane s'écrase sur la table. - Shane effectue le tombé sur Vince après un Coast-to-Coast dropkick à travers une poubelle. | 14:12 |
| 8                                                                | Edge et Christian bat The Dudley Boyz (Bubba Ray et D-Von) (c) et The Hardy Boyz (Matt et Jeff).                                                 | Tables, Ladders, and Chairs match pour le Championnat par équipe de la WWF. | - Alors que Bubba Ray et Matt Hardy se battent sur l'échelle, Rhyno (intervenu en faveur d'Edge et Christian) pousse l'échelle et les deux hommes s'écrasent sur deux paires de deux tables empilées. Ensuite, Rhyno porte Christian sur l'échelle qui décroche les ceintures alors qu'Edge bloque D-Von au même moment. - Durant le match, Edge se positionne en haut d'une échelle, Jeff Hardy est suspendu aux ceintures dans le vide. Edge saute et porte un spear sur Jeff Hardy en sautant de l'échelle, ils s'écrasent ensemble sur le ring. Jeff Hardy termine KO à la suite de cette prise. - Pendant le match, Lita intervient en faveur des Hardy Boyz, Spike Dudley intervient quant à lui pour les Dudley Boyz, et Rhyno intervient pour Edge & Christian. - Plus tard ce match est élu "Match de l'année 2001" par le magazine Pro Wrestling Illustrated. - Edge et Christian deviennent Champions WWF par équipe grâce à leur victoire dans ce match. - Ce match marque le 7e et dernier règne d'Edge et de Christian comme champions par équipe; leur premier ayant commencé un an plus tôt à WrestleMania XVI (aussi appelé WrestleMania 2000). | 15:47 |
| 9                                                                | The Iron Sheik remporte la bataille royale. | Gimmick Bataille royale à 20 superstars.                                    | - The Iron Sheik l'emporte en éliminant en dernier Hillbilly Jim. - Après le match Sergeant Slaughter porte une Cobra clutch sur The Iron Sheik. - Ce match est aussi connu come ľun des meilleurs Bataille Royale qui s'est produit à Wrestlemania. | 03:07 |
| 10                                                               | The Undertaker bat Triple H. | Match simple.                                                               | - The Undertaker effectue le tombé sur Triple H après un Last Ride. - Motörhead chante en live la musique "The Game" pendant l'entrée de Triple H. - Ce match amena la série de l'invincibilité de l'Undertaker à WrestleMania, à 9-0 | 18:19 |
| 11                                                               | Stone Cold Steve Austin bat The Rock (c). | Match sans disqualification pour le Championnat WWF.                        | Stone Cold effectue le tombé sur le Rock après lui avoir donné seize coups de chaise. | 28:08 |
| (c) désigne le(s) champion(s) défendant son titre dans le match. | |                                                                             | |       |